# Ђуро Матановић
Ђуро Матановић (Ћеклић, 1825 — Цетиње, 16. јун 1900) био је црногорски војвода и сенатор.

## Биографија
Родио се као најстарији од осморо деце у селу Ћеклићу, племена ћеклићког. Његов отац Станко био је прота, а мајка Стана била је из породице Мартиновића. 
За време Кнеза Данила носио је титулу капетана, а после граховске победе постављен је за војводу и члана сената на Цетињу. Касније је стекао поверење и Кнеза Николе те је обављао и друге дужности. Био је постављен и за председника Великог Суда, управљао је државном касом, а слат је и на неколико дипломатских мисија у иностранству. 
Војвода Матановић преминуо је 1900. године на Цетињу после дуге болести, а сахрањен је у цркви Св. Илије у свом родном месту. Због његове смрти на мах је прекинута свечаност поводом рођендана престолонаследника Данила.